# Pardosa occidentalis
Pardosa occidentalis là một loài nhện trong họ Lycosidae.
Loài này thuộc chi Pardosa. Pardosa occidentalis được Eugène Simon miêu tả năm 1881.